# Galgagyörk
Galgagyörk é um município da Hungria, situado no condado de Peste. Tem 14,72 km² de área e sua população em 2015 foi estimada em 1.041 habitantes.